# All Nippon Airways Football Club 1991-1992
Questa voce raccoglie le informazioni riguardanti l'All Nippon Airways Football Club nelle competizioni ufficiali della stagione 1991-1992.

## Stagione
Nella sua ultima stagione da squadra dilettantistica, l'All Nippon Airways disputò un campionato da centroclassifica (concluse all'ottavo posto) e fu eliminato al primo turno delle coppe. Al termine del campionato la squadra accettò l'iscrizione nella nuova J. League, divenendo un club professionistico e cambiando il nome in Yokohama Flügels.

## Maglie e sponsor
Le divise, prodotte dalla Puma, recano sulla parte anteriore il logo della All Nippon Airways.
| Manica sinistra · Manica sinistra · Maglietta · Maglietta · Manica destra · Manica destra · Pantaloncini · Calzettoni |

## Rosa
| N. |                      | Ruolo | Calciatore         |
| -- | -------------------- | ----- | ------------------ |
| 1  | Giappone (bandiera)  | P     | Koji Osawa         |
| 2  | Giappone (bandiera)  | D     | Atsuhiro Iwai      |
| 3  | Giappone (bandiera)  | D     | Yoshinori Taguchi  |
| 4  | Giappone (bandiera)  | D     | Naoto Hori         |
| 5  | Giappone (bandiera)  | C     | Toshitaka Mishima  |
| 6  | Giappone (bandiera)  | D     | Masanao Sasaki     |
| 7  | Giappone (bandiera)  | C     | Yasuharu Sorimachi |
| 8  | Giappone (bandiera)  | C     | Hideki Hamada      |
| 9  | Argentina (bandiera) | A     | Silvio Rudman      |
| 10 | Argentina (bandiera) | C     | Oscar Acosta       |
| 11 | Giappone (bandiera)  | A     | Osamu Maeda        |
| 12 | Giappone (bandiera)  | P     | Ryūji Ishizue      |
| 13 | Giappone (bandiera)  | D     | Tatsuya Makiuchi   |
| 14 | Giappone (bandiera)  | A     | Keichi Onuki       |
| 15 | Giappone (bandiera)  | C     | Shūta Sonoda       |
| 16 | Giappone (bandiera)  | A     | Hitoshi Tomishima  |

| N. |                      | Ruolo | Calciatore         |
| -- | -------------------- | ----- | ------------------ |
| 17 | Argentina (bandiera) | A     | Néstor Piccoli     |
| 18 | Giappone (bandiera)  | A     | Shigeto Sasaki     |
| 19 | Giappone (bandiera)  | D     | Naoto Ikeda        |
| 20 | Giappone (bandiera)  | D     | Norihiro Satsukawa |
| 21 | Giappone (bandiera)  | P     | Masanori Sanada    |
| 22 | Giappone (bandiera)  | D     | Junya Morishige    |
| 23 | Giappone (bandiera)  | C     | Motohiro Yamaguchi |
| 24 | Giappone (bandiera)  | A     | Hideya Oishi       |
| 25 | Giappone (bandiera)  | D     | Naoto Ōtake        |
| 26 | Giappone (bandiera)  | C     | Musashi Mizushima  |
| 27 | Giappone (bandiera)  | C     | Norihiko Shizuhata |
| 28 | Giappone (bandiera)  | A     | Kenji Tomita       |
| 29 | Giappone (bandiera)  | C     | Shunichi Ikenoue   |
| 31 | Giappone (bandiera)  | P     | Atsuhiko Mori      |
| 35 | Giappone (bandiera)  | D     | Tadaaki Kawahara   |

## Statistiche

### Statistiche di squadra
| Competizione            | Punti | Totale | Totale | Totale | Totale | Totale | Totale | DR |
| Competizione            | Punti | G      | V      | N      | P      | Gf     | Gs     | DR |
| ----------------------- | ----- | ------ | ------ | ------ | ------ | ------ | ------ | -- |
| JSL Division 1          | 25    | 22     | 6      | 7      | 9      | 20     | 23     | -3 |
| Coppa dell'Imperatore   | -     | 1      | 0      | 0      | 1      | 0      | 1      | -1 |
| Japan Soccer League Cup | -     | 1      | 0      | 0      | 1      | 1      | 3      | -2 |
| Totale                  | -     | 24     | 6      | 7      | 11     | 22     | 27     | -5 |

### Statistiche dei giocatori
| Giocatore    | JSL Division 1 | JSL Division 1 | JSL Cup  | JSL Cup | Coppa dell'Imperatore | Coppa dell'Imperatore | Totale   | Totale |
| Giocatore    | Presenze       | Reti           | Presenze | Reti    | Presenze              | Reti                  | Presenze | Reti   |
| ------------ | -------------- | -------------- | -------- | ------- | --------------------- | --------------------- | -------- | ------ |
| O. Acosta    | ?              | ?              | ?        | ?       | ?                     | ?                     | ?        | ?      |
| H. Hamada    | ?              | ?              | ?        | ?       | ?                     | ?                     | ?        | ?      |
| S. Ikenoue   | 18             | 2              | 1        | 0       | ?                     | ?                     | 19+      | 2+     |
| N. Ikeda     | ?              | ?              | ?        | ?       | ?                     | ?                     | ?        | ?      |
| R. Ishizue   | 6              | -?             | 0        | 0       | ?                     | -?                    | 6+       | 0+     |
| A. Iwai      | 19             | 0              | 0        | 0       | ?                     | ?                     | 19+      | 0+     |
| N. Hori      | 1              | 0              | ?        | ?       | ?                     | ?                     | 1+       | 0+     |
| T. Kawahara  | 0              | 0              | 0        | 0       | ?                     | ?                     | 0+       | 0+     |
| S. Kobayashi | ?              | ?              | ?        | ?       | ?                     | ?                     | ?        | ?      |
| O. Maeda     | 7              | 0              | 1        | 0       | ?                     | ?                     | 8+       | 0+     |
| T. Makiuchi  | 0              | 0              | 0        | 0       | ?                     | ?                     | 0+       | 0+     |
| T. Mishima   | ?              | ?              | ?        | ?       | ?                     | ?                     | ?        | ?      |
| M. Mizushima | 3              | 0              | 0        | 0       | -                     | -                     | 3        | 0      |
| A. Mori      | 0              | 0              | 0        | 0       | ?                     | ?                     | 0+       | 0+     |
| J. Morishige | 0              | 0              | 0        | 0       | ?                     | ?                     | 0+       | 0+     |
| H. Oishi     | ?              | ?              | ?        | ?       | ?                     | ?                     | ?        | ?      |
| K. Onuki     | ?              | ?              | ?        | ?       | ?                     | ?                     | ?        | ?      |
| K. Osawa     | 0              | 0              | 0        | 0       | ?                     | -?                    | 0+       | 0+     |
| N. Otake     | 21             | 1              | 1        | 0       | ?                     | ?                     | 22+      | 1+     |
| N. Piccoli   | 12             | 5              | -        | -       | -                     | -                     | 12       | 5      |
| S. Rudman    | ?              | ?              | ?        | ?       | ?                     | ?                     | ?        | ?      |
| M. Sanada    | 16             | -?             | 1        | -?      | ?                     | -?                    | 17+      | -?     |
| M. Sasaki    | 17             | 1              | 1        | 0       | ?                     | ?                     | 18+      | 1+     |
| N. Satsukawa | 12             | 0              | 0        | 0       | ?                     | ?                     | 12+      | 0+     |
| N. Shizuhata | ?              | ?              | ?        | ?       | ?                     | ?                     | ?        | ?      |
| S. Sonoda    | 11             | 1              | 0        | 0       | ?                     | ?                     | 11+      | 1+     |
| Y. Sorimachi | 21             | 1              | 1        | 0       | ?                     | ?                     | 22+      | 1+     |
| Y. Taguchi   | 5              | 0              | 1        | 0       | 0                     | 0                     | 6        | 0      |
| H. Tomishima | 20             | 1              | 0        | 0       | ?                     | ?                     | 20+      | 1+     |
| K. Tomita    | 0              | 0              | 0        | 0       | ?                     | ?                     | 0+       | 0+     |
| M. Yamaguchi | 22             | 1              | 1        | 1       | ?                     | ?                     | 23+      | 2+     |